# Pieve di Cento
Pieve di Cento est une commune italienne de la ville métropolitaine de Bologne, dans la région Émilie-Romagne.

## Économie
- Lamborghini Trattori

## Administration
| Période                                  | Période | Identité | Étiquette | Qualité |
| ---------------------------------------- | ------- | -------- | --------- | ------- |
|                                          |         |          |           |         |
| Les données manquantes sont à compléter. |         |          |           |         |

### Communes limitrophes
Castello d'Argile, Cento, Galliera, San Pietro in Casale, Sant'Agostino